# 體位 (瑜伽)

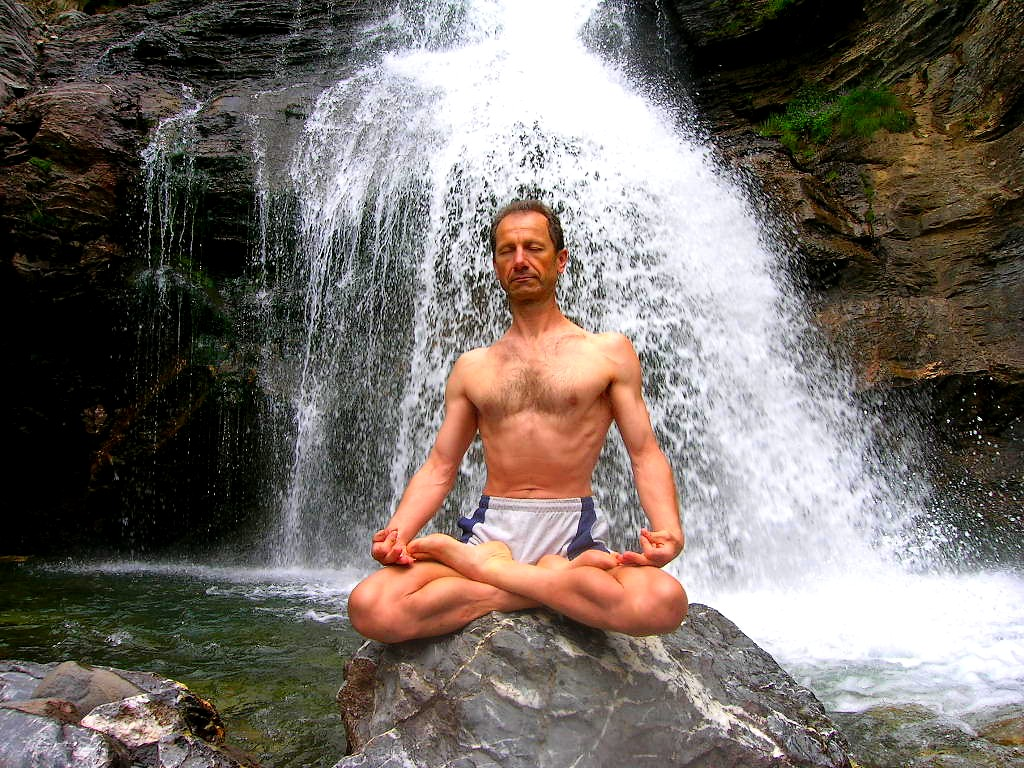
體位法

在瑜伽中，體位（/ˈɑːsənə/），又譯為體位法，指的是在練習瑜伽時，身體保持在特定位置後形成的姿勢。
除了宗教上的目的外，練習瑜伽體位常被認為可以增進健康，或是做為體能鍛煉之用。

## 字源
在梵文中，體位的字根來自動詞（意為坐下），字面意思為坐姿。波颠阇利在《瑜伽經》中給予的定義是「穩定而舒適的坐姿 (sthira-sukham asanam)」。
在不同經典中，視不同的文本段落，體位有各種不同的解釋，一般來說可以用來指練習瑜伽時，身體所應該保持的各種姿勢。